# رون فلاور

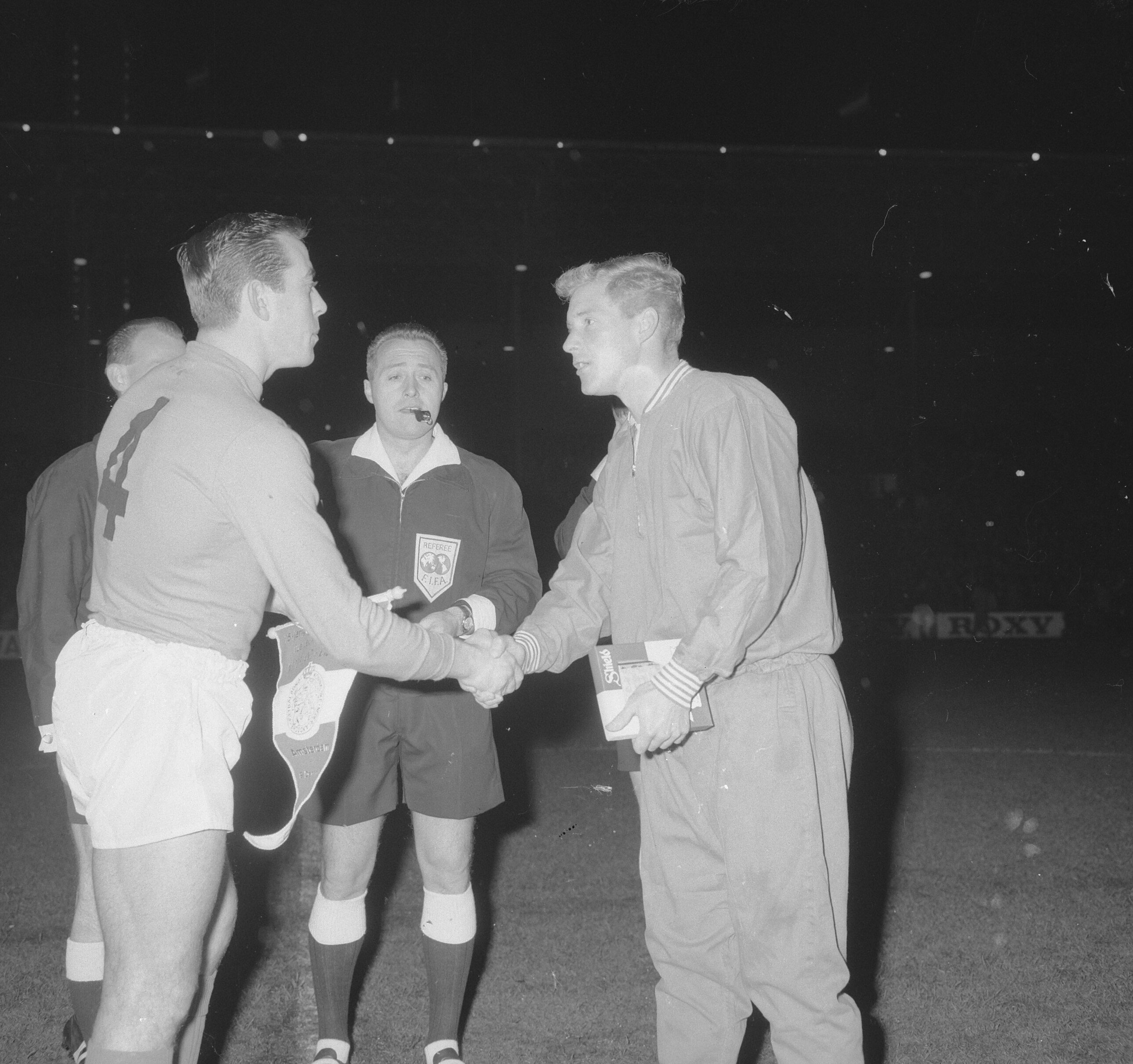

رون فلاور (انگلیسی: Ron Flowers؛ زادهٔ ۲۸ ژوئیهٔ ۱۹۳۴ - ۱۲ نوامبر ۲۰۲۱) بازیکن فوتبال اهل انگلستان بود که سابقهٔ بازی در تیم ملی فوتبال انگلستان را در کارنامهٔ خود دارد. وی در تاریخ ۱۵ مه ۱۹۵۵ نخستین بازی ملی خود را در مقابل تیم ملی فوتبال فرانسه انجام داد و با حضور در ۴۹ بازی ملی، در تاریخ ۲۹ ژوئن ۱۹۶۶ واپسین بازی ملی‌اش را در برابر تیم ملی فوتبال نروژ برگزار کرد.
این بازیکن توانسته در بازی‌های ملی، ۱۰ گل به ثمر برساند.